# Cophixalus concinnus
Espèce
Statut de conservation UICN

 CR B1ab(v)+2ab(v) : 
En danger critique
Cophixalus concinnus est une espèce d'amphibiens de la famille des Microhylidae.

## Répartition
Cette espèce est endémique du mont Thornton dans le nord-est du Queensland en Australie. Son aire de répartition concerne une zone très réduite (718 ha au-dessus de 1 100 m d'altitude entre Mossman et Cooktown,. 

## Publication originale
- Tyler, 1979 : A new species of Cophixalus (Anura: Microhylidae) from Queensland, Australia.  Copeia, vol. 1979, p. 118-121.